# Monomma rubiginosum
Monomma rubiginosum es una especie de coleóptero de la familia Monommatidae. Habita en Comoras.